# Gamboa (Río de Janeiro)
Gamboa es un barrio de la Zona Central de Río de Janeiro, en Brasil. Se localiza en la Zona Portuaria de la ciudad. Se caracteriza por su comercio, sus industrias y sus residencias de clase media baja. Se localiza en la zona comprendida entre la Estación Central y la bahía de Guanabara. Durante la Colonia, fue un centro de comercio de esclavos. En el siglo XX, su estructura urbana entró en decadencia debido a factores políticos, económicos y urbanísticos. Durante los años 2010, ha sido objeto del proyecto de renovación urbana de Puerto Maravilla. En el marco de esta iniciativa se trazó por sus calles parte del trayecto de la línea 1 del Tranvía de Río de Janeiro y también se construyeron varias estaciones de ese sistema.

## Nombre

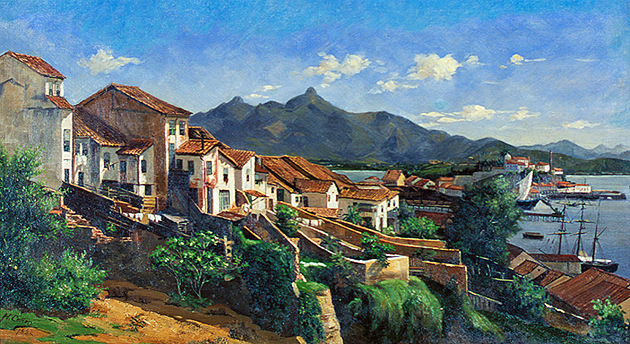
Vista de Gamboa en 1882.

En portugués, gamboa es un remanso fluvial. Este barrio carioca se llama así debido a las semejanzas de esos lugares con las ensenadas que antaño los pescadores creaban en la zona para atrapar a los peces que entraban en las aguas calmas. En efecto, el barrio se localiza en una zona de aguas más tranquilas de la bahía de Guanabara.

## Límites y geografía
Toda la franja norte y noreste de Gamboa las ocupa la Zona Portuaria y dan al mar. Al oriente, las calles Camerino y Barón de Tefé (Barão de Tefé) lo separan del barrio de Saúde. Al sureste, la calle Barón de San Félix (Barão de São Félix) lo separa del barrio Centro. 
Al sur, el morro de Barroso termina en un pronunciado abismo, que se encuentra en las inmediaciones de líneas férreas que parten de la Estación Central. Esas líneas de ferrocarril marcan la frontera con el barrio Cidade Nova hasta el viaducto San Pedro Sao Paulo. Por último, la calle Barón de Gamboa (Barão de Gamboa) marca a grandes líneas sus límite con el barrio de Santo Cristo.

## Historia
Entre el final del siglo XVIII y buena parte del siglo XIX, Gamboa fue un arrabal apacible y pintoresco. Cerca del mar, sobre una suave colina, sirvió de residencia para la aristocracia y los adinerados de Río de Janeiro, que lo escogió para sus quintas y palacetes. Allí vivió, entre otros, el futuro vizconde de Mauá Irineu Evangelista de Sousa. 
Era el también barrio favorito de los grandes comerciantes ingleses establecidos en la capital del Imperio de Brasil. De hecho, allí se construyó el Cementerio Británico, uno de los más antiguos del país.

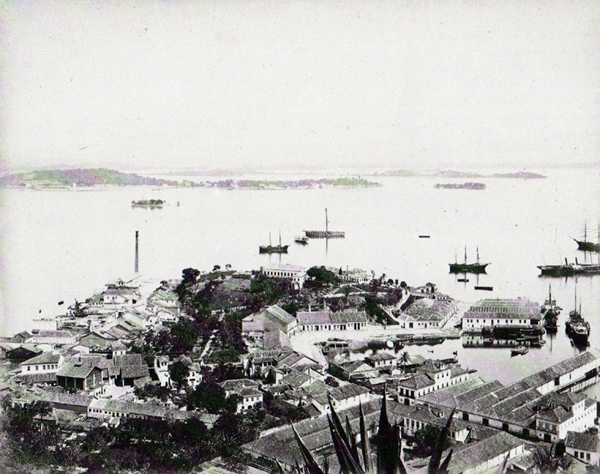
El barrio en primer plano en la foto Gamboa e Caju, tomada en 1864 por el fotógrafo suizo George Leuzinger.

Durante años, el sector funcionó como un mercado de esclavos. Debido al crecimiento de ese negocio, se originó una gran falta de espacio en la plaza Quince de Noviembre, donde tradicionalmente se realizaba en la ciudad la trata de personas. Por eso, el mercado de esclavos se trasladó al Volongo, una región que comprendía los barrios Gamboa, Saúde y Santo Cristo, donde los proliferaron las fondas y las cantinas.
Desde finales del siglo XIX, Gamboa fue perdiendo su estatus, cuando la aristocracia pasó a ocupar los barrios del Catete, Gloria, Flamengo, Botafogo y Naranjos, huyendo de la proximidad con el puerto.Tras la campaña militar de la Guerra de Canudos, la Gamboa recibió en 1897 los contingentes que lucharon en Bahía. En las faldas del morro de la Providencia nació la primera favela de que se tiene noticia. El nombre "favela" provenía de uno morro de Bahía que, según sus nuevos habitantes, era muy semejante al de la Providencia.

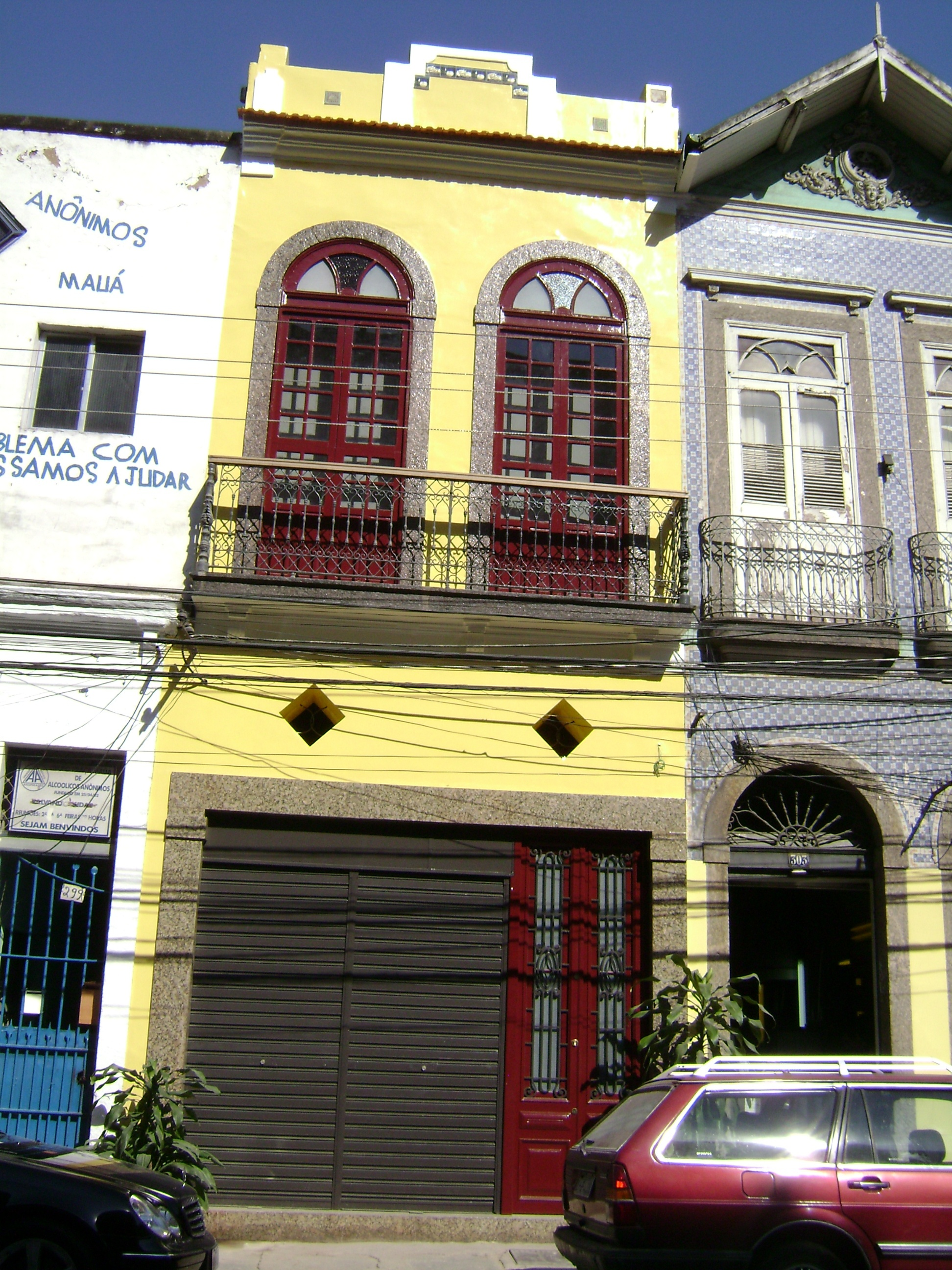
Casona de la Calle Sacadura Cabral.

A principios del siglo XX, las obras de ganancia de tierras y de saneamiento del Puerto de Río de Janeiro alejaron la Gamboa del mar. Se construyó el Túnel João Ricardo, el primero de Río de Janeiro. A su vez, la avenida Perimetral, le cortó su acceso al mar y acabó con buena parte de su acervo patrimonial.
Gamboa nació oficialmente como barrio en 1981. Antes, estaba englobado en el de Saúde, y se lo deslindó para desarrollar la Zona Portuaria.
En 1996, bajo una casa del siglo XVIII (en la Rua Pedro Ernesto, 36) se encontró un cementerio de esclavos donde se enterraban a los negros que no resistían el viaje desde África y morían antes o poco después de atravesar el Atlántico. Este se conoce como el Cementerio de los Negros Nuevos (en portugués Cementerio dos Pretos Novos) y se ha convertido en un importante sitio arqueológico. Allí, funciona el Centro Cultural dos Pretos Novos, que estudia la esclavitud en Brasil y sus estragos en los habitantes de Río.
Durante años, el crecimiento desordenado, el descuido estatal y errores como urbanísticos como la avenida Perimetral arrastraron al barrio, junto a Saúde y Santo Cristo, a largo proceso de decadencia que duró hasta el inicio del siglo XXI..

## Transporte

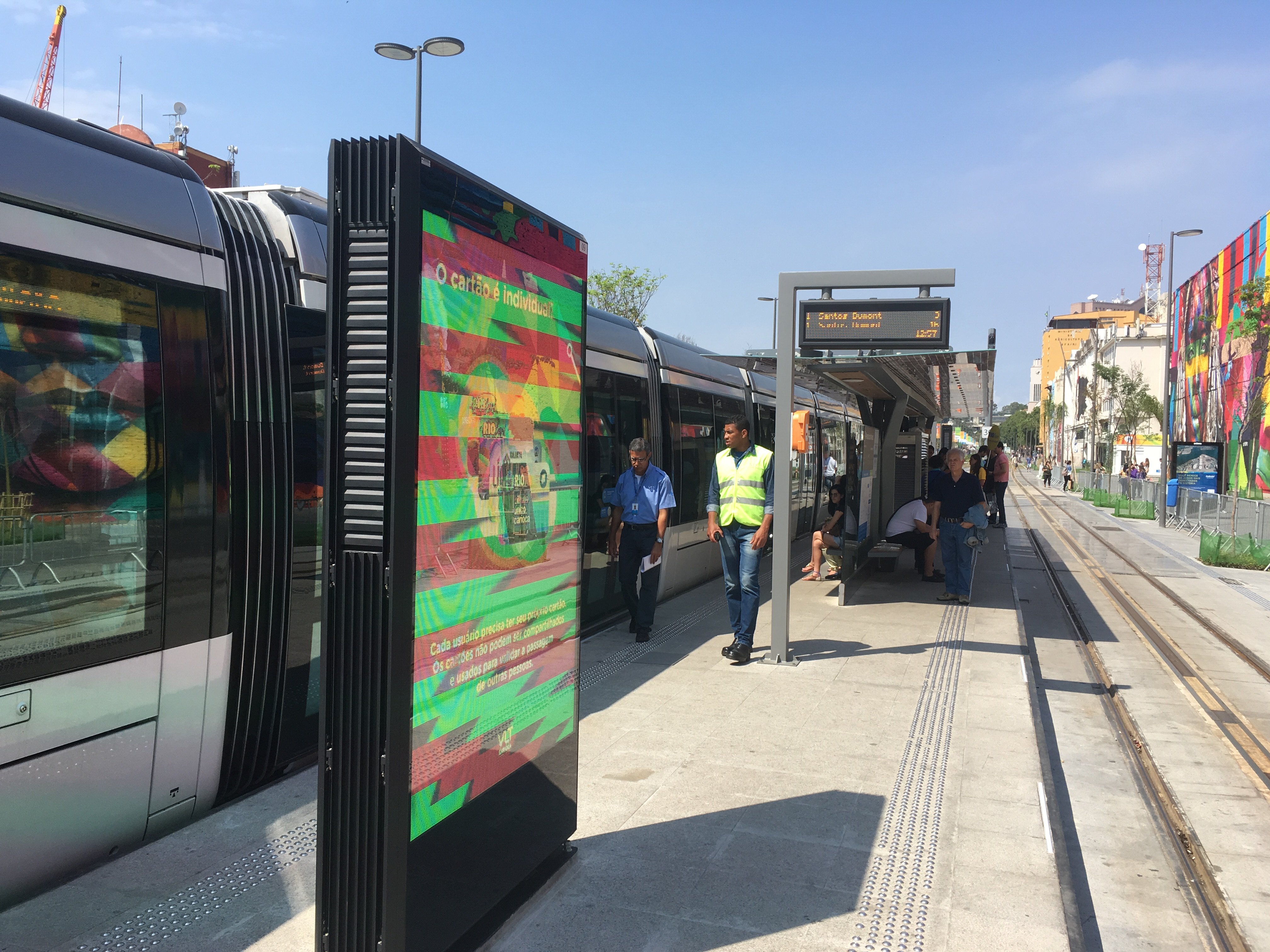
La parada dos Navíos de la línea 1 del VLT Carioca se encuentra en la avenida Rodrigues Alves, al noreste de Gamboa.

Sus principales vías son la calle Sacadura Cabral, la Avenida Venezuela, la rúa do Livramento, la rúa de Gamboa, la calle Pedro Ernesto y la avenida Rodrigues Alves. Cuenta a su vez con las paradas Providência, Harmonia y Parada dos Navíos de la línea 1 del VLT Carioca.

## Sitios de interés
La Plaza de la Armonía es el aérea pública más importante del barrio. Este se encuentra rodeado por edificio históricos como el Batallón de la Policía Militar y el Molino Fluminense. Cerca del mar, el Acuario Marino de Río de Janeiro (AquaRio) constituye un polo de atracción turística y educativa.

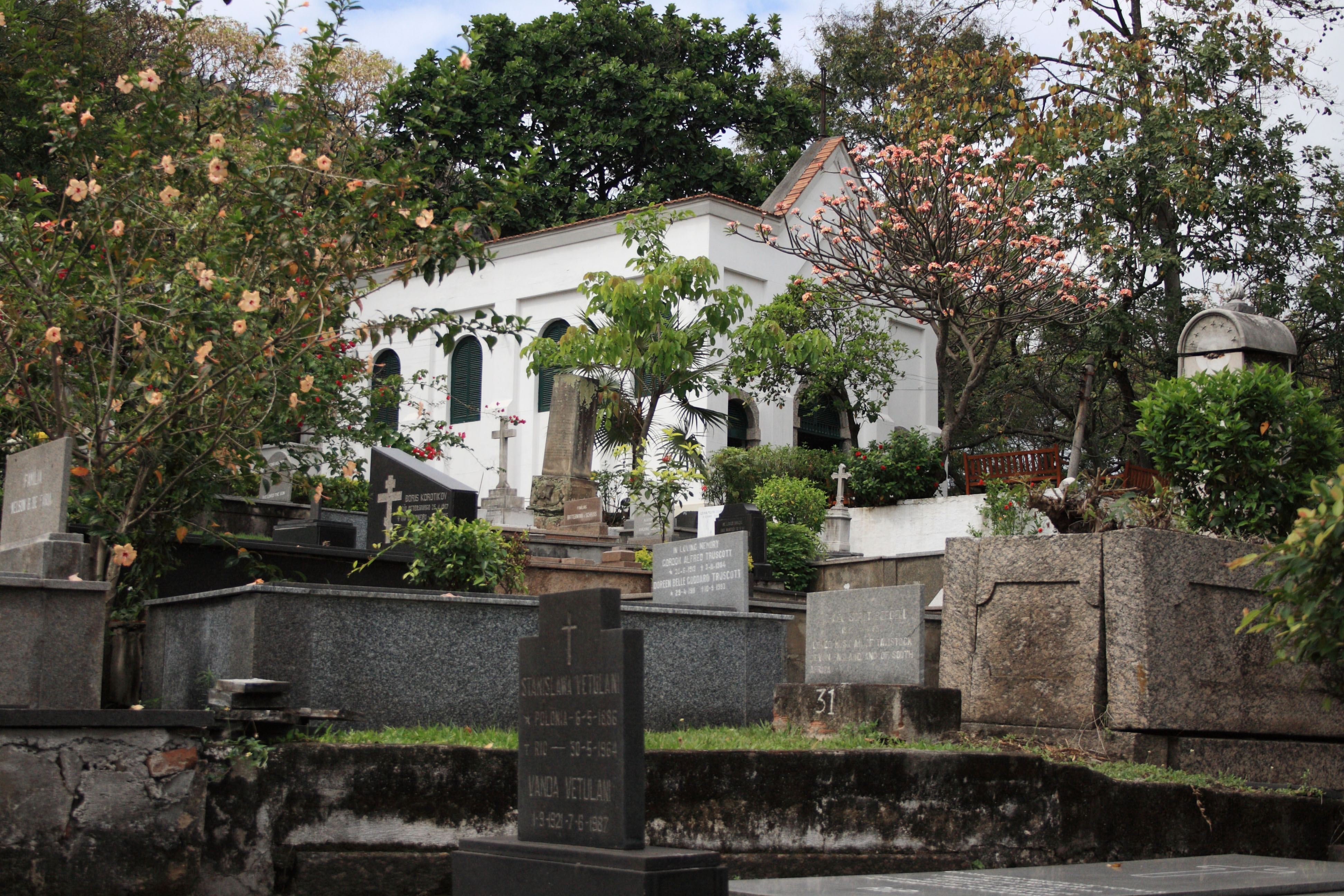
Cementerio de los Ingleses.

A su vez, el Cemitério dos Pretos Novos (Cementerio de los Negros Nuevos) y el Centro Cultural del mismo nombre. Este organiza visitas guiadas por el barrio.
Otros sitios y edificios notables son el Cementerio de los Ingleses, la iglesia Evangélica Fluminense (el primer templo evangélico de Brasil), la iglesia de Nuestra Señora de la Salud, la iglesia de Nuestra Señora del Livramento, y el Centro Cultural José Bonifácio.
A su vez, cuenta con la Sociedad Dramática Hijos de Talma (Donde nació el club Vasco de la Gamma), la ex Escuela República de Colombia (actual Espacio Cultural Heloneida Studart del Consejo Provincial de los Derechos de la Mujer), los Jardines Colgantes de Valongo, el Observatorio Astronómico de Valongo, la Fortaleza Militar de la Concepción y el túnel João Ricardo (el primer túnel urbano de la ciudad).